# 1888

## Събития
- 1 октомври – основан е Софийският университет „Св. Климент Охридски“

## Родени
- Коста Петров, деец на БКП
- 6 януари – Христо Николов Луков, български военен деец и политик
- 8 януари – Борис Верлински, съветски шахматист
- 9 януари – Никола Антонов, български дипломат
- 11 януари – Коста Янков, български комунист
- 17 януари – Александър Чаянов, руски агроном и писател
- 24 януари – Вики Баум, австрийска писателка
- 12 февруари – Сейго Накано, японски политик, патриот и журналист († 1943)
- 17 февруари – Ханс Блюер, германски философ († 1955 г.)
- 25 февруари – Джон Фостър Дълес, американски политик
- 26 май – Никола Трайков, български дипломат и учен
- 28 май – Джим Торп, американски спортист
- 13 юни – Фернанду Песоа, португалски поет
- 17 юли – Шмуел Йосеф Агнон, израелски писател
- 23 юли – Реймънд Чандлър, американски писател
- 2 август – Теодоси Даскалов, български военен деец
- 16 август – Томас Лорънс, британски офицер
- 1 септември – Симеон Петров, български летец
- 5 септември – Гено Иванов, български учител
- 12 септември – Морис Шевалие, френски актьор
- 16 септември – Франс Емил Силанпя, финландски писател
- 26 септември – Томас Стърнз Елиът, англо-американски поет, драматург и литературен критик
- 27 септември – Николай Бухарин, съветски политик
- 8 октомври – Ернст Кречмер, психиатър и психолог
- 14 октомври – Катрин Мансфийлд, новозеландска и британска писателка
- 16 октомври – Юджийн О'Нийл, американски драматург
- 26 октомври – Нестор Махно,
- 8 ноември – Борис Неврокопски, Висш български духовник
- 9 ноември – Жан Моне, френски държавник
- 10 ноември – Андрей Туполев, руски авиоконструктор
- 14 ноември – Христо Коджабашев, български актьор
- 19 ноември – Хосе Раул Капабланка, кубински шахматист
- 21 ноември – Милко Балан, български лекар
- 1 декември – Иван Данчов, български лексикограф
- 6 декември – Уил Хей, британски комик и актьор
- 8 декември – Владимир Заимов, български генерал
- 15 декември – Максуел Андерсън, американски писател
- 16 декември – Александър I, крал на Югославия;
крал на сърби, хървати и словенци
- 28 декември – Фридрих Мурнау, немски филмов режисьор

## Починали
- 6 март – Луиза Мей Олкът,
- 9 март – Вилхелм I, пруски крал, германски император
- 16 март – Иполит Карно, френски политик
- 14 април – Николай Николаевич Миклухо-Маклай, руски етнограф и антрополог
- 15 април – Матю Арнолд, английски писател
- 31 май – Виктор Нишки, български духовник
- 7 юни – Едмон Льо Бьоф, маршал на Франция
- 20 юни – Йохан Цукерторт,
- 4 юли – Теодор Щорм, германски писател
- 16 август – Джон Пембъртън, американски фармацевт
- 24 август – Рудолф Клаузиус, германски физик
- 26 август – Неделчо Мумджиев, български политик, кмет на Ески Джумая / Търговище (1880 – 1881)[1]
- 23 септември – Франсоа Аший Базен, френски генерал
- 1 декември – Антим I, български екзарх
- 3 декември – Карл Цайс, Германски механик и оптик

Вижте също:
- календара за тази година